# Marek Bydžovský z Florentýna

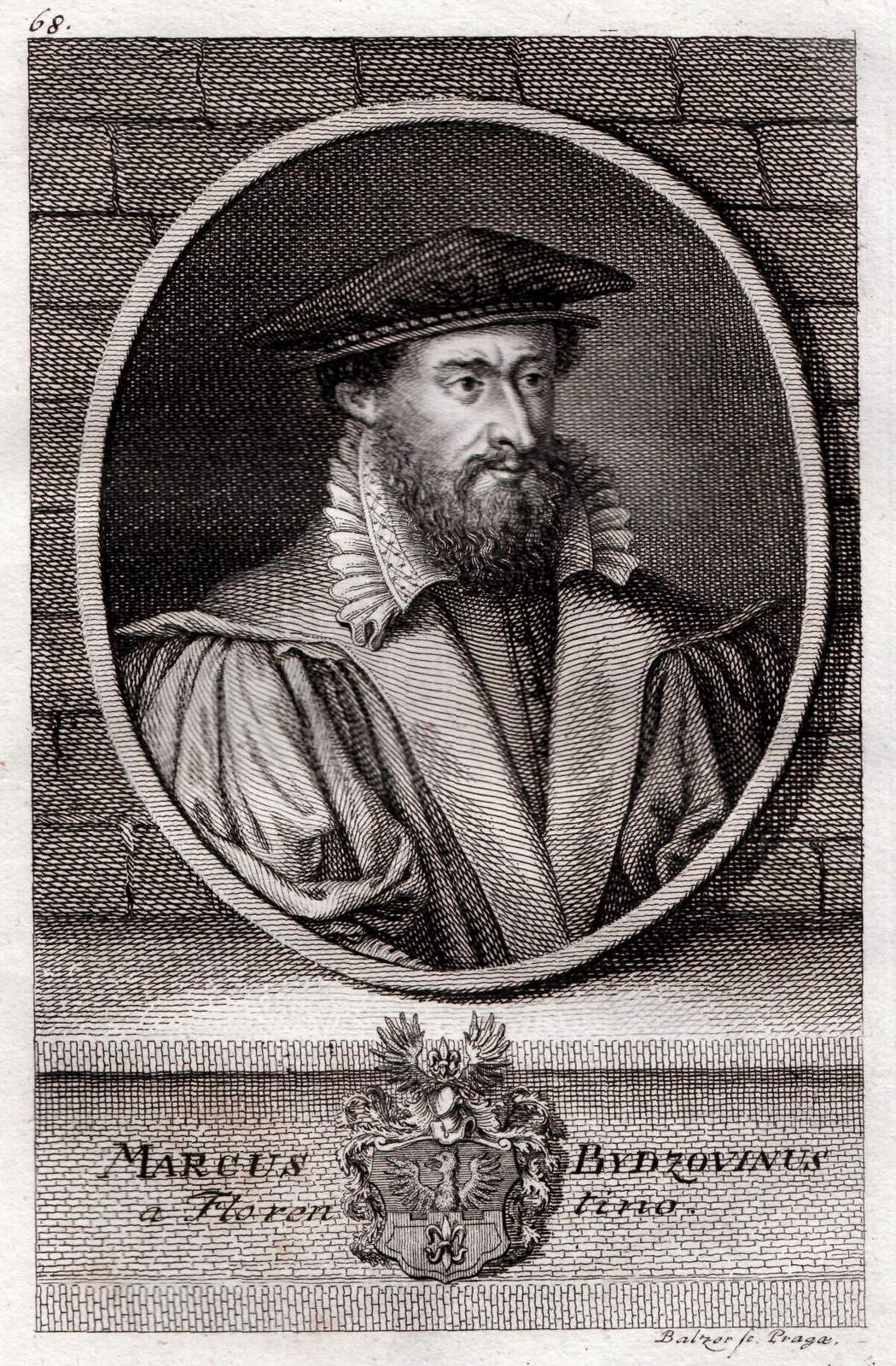
Marek Bydžovský z Florentýna
Kupferstich von Johann Balzer (1772)

Marek Bydžovský z Florentýna (auch Marek Moravec Bydžovský z Florentina) (* 1540 in Nový Bydžov; † 15. September 1612 in Prag) war ein tschechischer Historiker, Astronom, Mathematiker und Gelehrter und Humanist.

## Leben
Bydžovský z Florentýna studierte an der Prager Universität, schloss 1559 die Prüfung als Bachelor und 1565 die des Meisters der Freien Künste ab. Seit 1567 lehrte er Astronomie, Mathematik und erläuterte Schriften von Cicero und Aristoteles. Fünfmal wurde er in die Funktion des Dekans, sechsmal in die des Rektors der Karls-Universität gewählt. 1604, mit 64 Jahren, verließ er nach inneren Auseinandersetzungen die Universität, heiratete eine vermögende Witwe, wurde Brauer sowie Senator in der Prager Neustadt.

## Werke
Er ist Autor kleinerer Gedichte, von Reden und geschichtlichen Schriften und Traktaten. Er gab zudem eine Sammlung zu Ereignissen in Europa in den Jahren 1526 bis 1596 unter dem Titel Die Welt unter drei böhmischen Königen (Svět za tří českých králů) heraus.

### Bücher
- Života císaře Maxmiliána, 1589
- Svět za tří českých králů, Prag, 1987

Siehe auch: Liste der Rektoren der Karls-Universität sowie die Liste tschechischer Schriftsteller.